# Дун (замок)
Дун (англ. Doune) — замок в одноимённой деревне в области Стерлинг в Шотландии.

## История замка
Замок был построен в конце XIV века и первоначально принадлежал Роберту Стюарту, 1-му герцогу Олбани.
Женившись на Маргарет, графине Ментит, Роберт Олбани получил титул графа Ментита и Файфа. Второй сын короля Роберта II и брат Роберта III, в 1382 году он был назначен лордом великим камергером Шотландии — ответственным за сбор доходов в королевскую казну, а после смерти Роберта III был провозглашен правителем Шотландии.
После смерти Роберта замок унаследовал его сын Мердок. Но в 1425 году он был казнен по приказу короля, замок перешел в собственность короны и на протяжении ста лет использовался как королевский охотничий домик.
В 1570 году замок перешел к сэру Джеймсу Стюарту, 1-му лорду Дуна. После его смерти в 1590 году замок унаследовал его старший сын, который, женившись, получил титул графа Морея. С тех пор замок находится в собственности этой фамилии.
Во время восстаний якобитов в 1689 и 1715 годах в замке располагался правительственный гарнизон. В 1745 году Дун был захвачен якобитами, которые устроили в замке тюрьму.
К концу XVIII века замок пришел в плачевное состояние — у него обвалилась крыша. Попытки реставрации предпринимались в 1833 и 1970 годах. В 1984 году Дуглас Стюарт, 20-й граф Морей передал замок на попечение государства.

## Появление в фильмах
В замке проходили съемки фильма «Монти Пайтон и Священный Грааль» (1975).
Перед тем, как запустить фильм в производство, продюсеры получили разрешение на съемки некоторых шотландских замков у организации «Национальный фонд Шотландии», а также на съемки замка Дун у владельца замка, частного лица. Однако вскоре руководство Национального фонда изменило решение и отказало в разрешении на съемки. Оказавшись в безвыходной ситуации, съемочная группа была вынуждена снимать замок Дун с разных ракурсов, чтобы после монтажа казалось, что в фильме показаны несколько разных замков.
- В начале фильма именно к замку Дун подъезжают, стуча кокосовыми орехами, король Артур и его оруженосец Пэтси, чтобы начать долгую дискуссию о ласточках с солдатом из гарнизона замка.
- Cцены, в которых рыцарей оскорбляет французский стражник.
- Замок «Сибирская язва», населенный игривыми девами, которые преследовали сэра Галахада, это тоже замок Дун.
- И, наконец, сцены в замке, где Ланселот нападает на собравшихся на свадьбу гостей и устраивает погром, были также сняты в замке Дун.

Замок был выбран как место съемок сцен происходящих в замке Винтерфелл, мира Песнь Льда и Огня в телесериале «Игра престолов».
Замок был выбран как место съёмок сцен, происходящих у стен замка Леох в телесериале «Чужестранка» 2014 года.